# Oddział partyzancki Krasilnikowa
Oddział partyzancki Krasilnikowa (ros. Партизанский отряд Красильникова) - partyzancki oddział wojskowy białych podczas wojny domowej w Rosji
Oddział został utworzony w kwietniu 1918 r. w Omsku. Składał się z Kozaków jenisejskich. Dowódcą został esauł Iwan N. Krasilnikow. W czerwcu tego roku oddział wszedł w skład Środkowosyberyjskiego Korpusu Armijnego gen. Anatolija N. Piepielajewa. W poł. czerwca został skierowany w rejon Marinska w celu wywołania antybolszewickiego powstania wśród Kozaków jenisejskich. 26 czerwca brał udział w ciężkich walkach z oddziałami bolszewickimi na wschód od Niżnieudińska, w wyniku których zostały one zmuszone do panicznej ucieczki. 11 lipca Kozacy I. N. Krasilnikowa uczestniczyli w zdobyciu Irkucka. Jako jedni z pierwszych wdarli się do miasta, zdobyli szereg strategicznych budynków, po czym odrzucili bolszewicki oddział Węgrów za rzekę Angarę. Latem 1918 r. oddział walczył na froncie niżnieudińskim i leńsko-witimskim, gdzie rozbił bolszewickie oddziały robotnicze alekminsko-bodajbinskiego rejonu. Jednym z większych sukcesów było zdobycie Kireńska, w którym zdobyto m.in. 4 parochody. Za zasługi I. N. Krasilnikow 11 lipca został awansowany do stopnia starsziny wojskowego. W sytuacji rozwijającego się bolszewicko-robotniczego ruchu partyzanckiego, silnie popieranego przez miejscową ludność, tworzony przez eserowców, kadetów i białych Ogólnorosyjski Rząd Tymczasowy w poł. października poleciły I. N. Krasilnikowowi zdusić bunty. W nocy z 18 na 19 października jego oddział został skierowany w rejon Omska, gdzie z całą bezwzględnością rozstrzeliwał zbolszewizowanych robotników. W nocy z 17 na 18 listopada uczestniczył w przewrocie w Omsku, w wyniku którego został obalony rząd Dyrektoriatu, zaś do władzy doszedł adm. Aleksandr W. Kołczak. W lutym 1919 r. I. N. Krasilnikow został odkomenderowany w składzie nadzwyczajnej delegacji przez adm. A. W. Kołczaka do Czity w celu rozmów z atamanem Grigorijem M. Siemionowem. W dalszym okresie jego oddział ponownie zwalczał bolszewicki ruch partyzancki, przeprowadzając rajdy po wsiach i zakładach przemysłowych. W ich wyniku bolszewickie bunty zostały w dużym stopniu zduszone. Z tego powodu Kozacy I. N. Krasilnikowa byli znienawidzeni przez okoliczną ludność. 18 lipca w Omsku na bazie oddziału partyzanckiego I. N. Krasilnikowa została sformowana Samodzielna Brygada Jegerska.